# Sport Club do Recife
El Sport Club do Recife és un club de futbol brasiler de la ciutat de Recife a l'estat de Pernambuco. L'estadi del Sport Recife és l'Ilha do Retiro, inaugurat el 1937, amb una capacitat de 40.000 espectadors. Els colors del club són el vermell i el negre i la seva mascota un lleó.

## Història
El 13 de maig de 1905 es fundà l'Sport Club do Recife, per Guilherme de Aquino Fonseca amb 23 altres fundadors. El primer partit del club fou contra un combinat de la colònia anglesa, amb empat final. La primera participació en el campionat pernambucano fou el 1916 i acabà amb el primer triomf del club a la competició. L'any 1950, l'estadi del club, Ilha do Retiro, fou seu d'un partit de la Copa del Món de Futbol 1950: Xile 5 - Estats Units 2. El major èxit a la història del club arriba el 1987 amb l'obtenció del campionat nacional del Brasil. Guanyà el campionat organitzat per la CBF en un any on es produí la divisió del futbol brasiler, ja que els tretze clubs més importants del país se separaren de la federació i organitzaren el seu propi campionat.

## Jugadors destacats

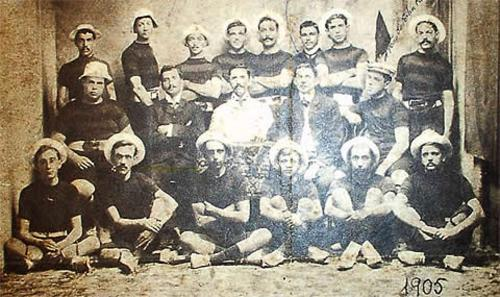
Equip de futbol del 1905

- Ademir
- Djalma
- Juninho Pernambucano
- Manga
- Marcilio de Aguiar
- Traçaia
- Vavá
- Zé Maria
- Alexandre Lopes

## Palmarès

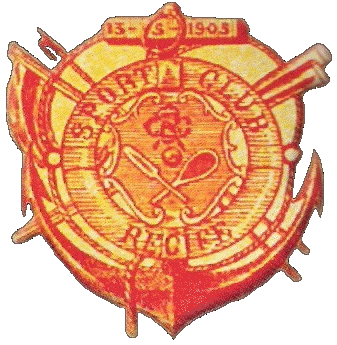
Primer escut del Sport

- 1 Campionat brasiler de futbol: 1987
- 1 Campionat brasiler de futbol Série B: 1990
- 3 Copa Nordeste: 1994, 2000, 2014
- 1 Copa Norte-Nordeste: 1968
- 37 Campionat pernambucano: 1916, 1917, 1920, 1923, 1924, 1925, 1928, 1938, 1941, 1942, 1943, 1948, 1949, 1953, 1955, 1956, 1958, 1961, 1962, 1975, 1977, 1980, 1981, 1982, 1988, 1991, 1992, 1994, 1996, 1997, 1998, 1999, 2000, 2003, 2006, 2007, 2008

## Seccions esportives

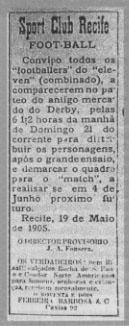
Convit fet pel primer partit

El club té diverses seccions esportives a destacar les següents (amb el seu palmarès):

### Rem
- Campió brasiler: 12 cops
- Campió del Nord/Nord-est: 18 cops
- Campió pernambucano: 49 cops

### Natació
- Atleta campió sud-americà: 1 cop
- Atletes campions brasilers: 10 cops
- Campió del Nord/Nord-est: 13 cops (diverses categories)
- Campió pernambucano: 19 cops

### Hoquei sobre patins
- Torneio Internacional dos praticantes de Hóquei da Língua Portuguesa: 1981
- Campió brasiler: 19 cops
- Campió pernambucano: 193 cops (diverses categories)

### Basquetbol
- Campió del Nord/Nord-est: 12 cops
- Campió pernambucano: 210 cops (diverses categories)

### Futbol sala
- Campió del Torneig Internacional de Clubs: Bèlgica 2001
- Campió de la Taça do Brasil - Nord/Nord-est
- Campió del Nord-est: 2000
- Campió pernambucano: 1999, 2000 i 2001

### Voleibol
- Campió del Nord/Nord-est (femení)
- Campió pernambucano: 129 cops (diverses categories)